# Banque de réserve sud-africaine
La Banque de réserve sud-africaine ou Banque centrale sud-africaine (en anglais : South African Reserve Bank ; en afrikaans : Suid-Afrikaanse Reserwebank) est la banque centrale de l'Afrique du Sud. Elle est installée dans la capitale Pretoria.
Contrairement à la Banque d’Angleterre qui servit de modèle à sa création, la SARB a toujours été sous contrôle privé.

## Histoire
Créée en 1921 par le Currency and Bank act voté par le parlement de l'Union d'Afrique du Sud le 10 août 1920, la SARB était alors la quatrième banque centrale à voir le jour en dehors de l’Europe après celles des États-Unis, du Japon et de Java. Avant son existence, les billets de banque étaient imprimés par des banques commerciales et soumissionnés à l'or. Après la 1re guerre mondiale, l'augmentation de la valeur de l'or mène les billets de banque à la déroute, et les banques décident avec le gouvernement de créer une banque centrale chargée d'imprimer les billets et de centraliser le stockage de leur or.

## Fonctions de la Banque centrale sud-africaine
La SARB contrôle les crédits et régule la quantité de monnaie en circulation de différentes façons :
- en modifiant ses taux directeurs en fonction de l’évolution de l’activité ;
- en faisant évoluer ses réserves monétaires ;
- en veillant à la stabilité des taux de change ;
- en intervenant en tant que banquier du gouvernement ;
- en garantissant les réserves monétaires des banques du pays ;
- en conservant les réserves d’or.

## Liste des gouverneurs de la Banque centrale sud-africaine
- William Henry Clegg - décembre 1920 - décembre 1931
- Johannes Postmus - janvier 1932 - juin 1945
- Michiel Hendrik de Kock - juillet 1945 - juin 1962
- Gerhard Rissik - juillet 1962 - juin 1967
- Theunis Willem de Jongh - juillet 1967 - décembre 1980
- Gerhardus Petrus Christiaan de Kock - janvier 1981 - août 1989
- Christian Lodewyk Stals - août 1989 - août 1999
- Tito Mboweni – août 1999 - novembre 2009
- Gill Marcus - novembre 2009 - novembre 2014
- Lesetja Kganyago - depuis novembre 2014